# Cantone di Le Theil
Il Cantone di Le Theil era una divisione amministrativa dell'arrondissement di Mortagne-au-Perche.
È stato soppresso a seguito della riforma complessiva dei cantoni del 2014, che è entrata in vigore con le elezioni dipartimentali del 2015.
Comprendeva i comuni di:
- Bellou-le-Trichard
- Ceton
- Gémages
- L'Hermitière
- Mâle
- La Rouge
- Saint-Agnan-sur-Erre
- Saint-Germain-de-la-Coudre
- Saint-Hilaire-sur-Erre
- Le Theil